# كيركور كيركوروف
كيركور كيركوروف (بالبلغارية: Киркор Киркоров)‏ (مواليد 4 مارس 1968) هو ملاكم بلغاري، مثّل بلاده في الألعاب الأولمبية الصيفية في دورتي 1988 و1992.

## روابط خارجية
كيركور كيركوروف على موقع بوكس ريك (الإنجليزية) (registration required)
- كيركور كيركوروف على موقع أوليمبيديا (الإنجليزية)